# Torre del Fusteret
La Torre del Fusteret o Torre de la Pobla és una torre de defensa en desús del municipi de Súria (Bages) inclosa en l'Inventari del Patrimoni Arquitectònic de Catalunya i protegida com a bé cultural d'interès nacional en la categoria de zona arqueològica.

## Descripció
Dalt d'un petit relleu situat a la riba dreta del Cardener es troba aquesta torre. La planta és circular, amb un diàmetre intern de 142 centímetres i un d'extern de 535 centímetres; l'interior està dividit en dues plantes. La planta baixa està coberta per una falsa cúpula amb una obertura al centre que comunica amb el pis superior. La porta d'entrada es troba al segon pis, és d'arc de mig punt adovellat amb una filada de carreus que ressegueix l'arc per l'exterior i a un pla una mica més interior té una llinda i unes filades de pedra que omplirien l'espai del timpà. La part superior de la torres està molt malmesa i no se sap com era originàriament. El parament és de blocs de pedra ben escairats i disposats ordenadament en filades paral·leles. El morter, de color grisenc, és fet amb sorra i calç. A la part baixa de la torre falten algunes filades de pedra del parament exterior i s'ha obert un forat.
El 2001 s'hi realitzaren dues intervencions arqueològiques prèvies als treballs de restauració. S'hi va documentar un paviment pla basal que regularitzava el contacte amb la roca mare i una sèrie d'estructures muràries adjacents a la torre i d'època més recent.

## Història
Aquesta guàrdia tenia la missió de controlar el camí que, per la vall del Cardener, comunicava Manresa amb Cardona. Possiblement es fa referència a ella en un document datat entre el 1018 i el 1023 pel qual el comte Guifre de Cerdanya feu jurament de fidelitat a la comtessa Ermessenda de Barcelona per diversos castells, entre ells la guàrdia de Súria.